# Accordo navale anglo-tedesco
L'accordo navale anglo-tedesco (in inglese Anglo-German Naval Agreement, AGNA; in tedesco Deutsch-britisches Flottenabkommen) fu un accordo bilaterale firmato fra la Gran Bretagna e la Germania nazista il 18 giugno 1935.
Ebbe ad oggetto la regolamentazione del riarmo navale tedesco. Con tale accordo, le due potenze accettavano che le rispettive marine avessero lo stesso numero di sommergibili e che il tonnellaggio della marina tedesca (Kriegsmarine) non avrebbe superato il 35% di quella britannica (Royal Navy).

## Contenuto
L'accordo legalizzò la violazione tedesca delle clausole navali della parte V del Trattato di Versailles, in quanto il Governo tedesco aveva già deciso per il principio del 35:100: l'accordo del 1935, pertanto, non fece che sanzionare tale situazione di fatto. Esso va visto come il tentativo britannico di regolare il dinamico riarmo tedesco, cominciato già negli anni venti a seguito degli accordi segreti con la Russia Sovietica e rilanciato in grande stile da Hitler a seguito del fallimento della conferenza mondiale sul disarmo nel 1934 e con il ripristino della coscrizione obbligatoria il 16 marzo 1935. In ciò, la Gran Bretagna si differenziava profondamente dalla Francia, che si rifiutò sempre, già dalla conferenza mondiale sul disarmo del 1932-34, di venire a patti con la Germania sulle clausole militari del Trattato di Versailles.

## Analisi storica
L'accordo rientra nella politica di sostanziale continuità che la Gran Bretagna tentò di attuare nei confronti della Germania nel ventennio 1919-1939 e che trova le sue radici già nel primissimo dopoguerra con i tentativi concilianti portati avanti dal Primo Ministro britannico Lloyd George. La Gran Bretagna, infatti, ritenne sempre che il sistema di Versailles creato nel 1919-20 fosse eccessivamente punitivo nei confronti della Germania, e che fosse al contrario necessario venire incontro a quest'ultima al fine di una sua reintegrazione a ruolo di Grande Potenza europea. Per la Gran Bretagna, il ruolo della Germania nel mantenere l'equilibrio nel continente era più che necessario dati la scomparsa dell'Impero Austro-ungarico, le evidenti tendenze egemoniche mostrate dalla Francia e il pericolo del contagio rivoluzionario sovietico (una sorta di containment ante litteram).
L'accordo navale del 1935, esprimendo la volontà di regolare il riarmo tedesco attraverso una politica di caute concessioni ad Hitler, prefigura la politica di appeasement portata avanti a partire dal 1937 e concretizzatasi nel benign neglect britannico in occasione dell'Anschluss (12 marzo 1938) e del seguente assenso all'annessione tedesca della regione dei Sudeti durante la Conferenza di Monaco (29-30 settembre 1938). Essa venne meno solo a seguito della completa occupazione tedesca della Cecoslovacchia avvenuta nel marzo del 1939.

## Le reazioni
L'accordo venne molto criticato, in quanto il governo britannico non ne discusse l'opportunità né tantomeno i contenuti con la Francia e l'Italia, che al tempo si trovavano unite con la Gran Bretagna – seppure informalmente – nel fronte di Stresa. La Francia ne fu inoltre irritata poiché fu firmato nel giorno del centoventesimo anniversario della battaglia di Waterloo del 18 giugno 1815, in cui Napoleone Bonaparte era stato definitivamente sconfitto ad opera del britannico Wellington e del prussiano Blücher.